# Бузок угорський (пам'ятка природи, Воловецький район)
Бузо́к уго́рський — ботанічна пам'ятка природи місцевого значення в Україні. Об'єкт розташований на території Воловецького району Закарпатської області, на південний схід від села Підполоззя. 
Площа 0,5 га. Статус присвоєно згідно з рішенням облвиконкому від 18.11.1969 року № 414, ріш. ОВК від 23.10.1984 року № 253. Перебуває у віданні ДП «Воловецьке ЛГ» (Підполозянське лісництво, кв. 25, вид. 14, 18). 
Статус присвоєно для збереження природного угрупування бузку угорського — рідкісного ендемічного зникаючого виду, занесеного до Червоної книги України. Росте у заростях сіровільшняків, вербняків і ясена. Територія заказника є насінневою базою для його штучного поширення в регіоні.